# قاعدة بامرني الجوية
قاعدة بامرني الجوية، المعروفة أيضًا سابقًا باسم مطار سرسنك, هي قاعدة ومطار عسكري يقع في محافظة دهوك في إقليم كردستان العراق. تقع القاعدة بالقرب من منطقة البمرني في قضاء العمادية. تُعتبر القاعدة نقطة استراتيجية مهمة في شمال العراق، حيث تلعب دورًا محوريًا في دعم العمليات العسكرية في المنطقة.

## التاريخ
تأسست قاعدة بامرني الجوية في السبعينيات من القرن العشرين كجزء من برنامج العراق لتطوير قدراته العسكرية الجوية. تم تجهيز القاعدة بمرافق حديثة لدعم العمليات الجوية، بما في ذلك مدرجات متعددة ومرافق صيانة للطائرات. خلال الحرب العراقية الإيرانية (1980-1988)، لعبت القاعدة دورًا حيويًا في تأمين العمليات الجوية، حيث استُخدمت لشن الغارات الجوية وتوفير الدعم اللوجستي للقوات البرية.
في أعقاب حرب الخليج الثانية عام 1991، انخفض نشاط القاعدة بسبب فرض منطقة الحظر الجوي من قبل التحالف الدولي، مما حد من قدرة العراق على استخدام القاعدة لأغراض عسكرية. ومع ذلك، بعد الغزو الأمريكي للعراق في عام 2003، استعادت القاعدة أهميتها، حيث أصبحت مركزًا رئيسيًا للعمليات العسكرية ضد الجماعات المسلحة مثل تنظيم القاعدة وداعش.

## الاستخدامات الحديثة
تُستخدم قاعدة بامرني الجوية حاليًا كمنصة رئيسية لدعم العمليات العسكرية ضد تنظيم داعش، حيث تُعتبر نقطة انطلاق للغارات الجوية وتقديم الدعم اللوجستي وتدريب القوات العراقية وقوات البيشمركة.
1. 1.     1. العمليات التركية

تستخدم القوات التركية القاعدة كجزء من عملياتها ضد حزب العمال الكردستاني (PKK). حيث تقوم بتنفيذ عمليات عسكرية عبر الحدود في مناطق شمال العراق، مما يثير قضايا تتعلق بالسيادة الوطنية العراقية ووجود القوات الأجنبية في البلاد. وتعتبر هذه الأنشطة مثيرة للجدل، حيث يتم النقاش حول التأثيرات الأمنية والسياسية لوجود القوات التركية في المنطقة.

## البنية التحتية
تضم قاعدة بامرني الجوية مجموعة من المرافق الأساسية التي تدعم العمليات العسكرية، بما في ذلك:
- **مدرج للطائرات**: يتميز بقدرته على استيعاب مختلف أنواع الطائرات العسكرية، مما يعزز من قدرة القاعدة على تنفيذ مهامها بكفاءة.
- **مرافق صيانة**: تدعم صيانة وإصلاح الطائرات، مما يضمن جاهزيتها للاستخدام الفوري.
- **مرافق تدريب**: تُستخدم لتدريب القوات العراقية وقوات البيشمركة على العمليات الجوية والتكتيكات العسكرية الحديثة.[5]

## الوضع الحالي والآفاق المستقبلية
تظل قاعدة بامرني الجوية نقطة محورية في السياق الأمني الإقليمي، حيث تثير الجدل حول دور القوات الأجنبية في العراق. يُعد القاعدة جزءًا من النقاش الأوسع حول الاستقرار والأمن في إقليم كردستان، وتستمر المناقشات حول وجود القوات التركية وتأثيرها على العلاقات العراقية-التركية.